# Dragon 32/64
Dragon 32 och Dragon 64 var hemdatorer tillverkade under 1980-talet. Datorerna producerades ursprungligen på den europeiska marknaden av Dragon Data i Wales. Den svenska generalagenten var Datanordic. I Finland såldes datorn under eget namn av Finlux, men även av fristående importörer. Dragondatorernas modellnummer syftar på datorns RAM-kapacitet, vilken är 32 respektive 64 kilobyte.

## Historia

### Förhistoria
I början av 1980-talet var den walesiska leksakstillverkaren Mettoy ett företag som mött svårigheter på marknaden. De bestämde sig för att satsa på en tillväxtbransch, nämligen den snabbt växande hemdatormarknaden. Företaget saknade dock den tekniska kompetens som krävdes för att utveckla en dator från grunden, och utvecklingsarbetet lades därför ut på det utomstående bolaget PA Consulting i Cambridge i samarbete med Motorola. Den sistnämnda parten är en förklaring till maskinens konstruktion som nästan uteslutande består av Motorolakretsar samt kompatibiliteten med Tandys datorer. Prototypen gick under namnet "Pippin". En separat organisation vid namn Dragon Data bildades och som logotyp valdes den walesiska draken.

### Introduktion på marknaden
Dragon 32, med 32 kilobyte minne och mekaniskt tangentbord lanserades på den brittiska hemdatormarknaden i augusti 1982. Jämfört med andra brittiska hemdatorer som Sinclair Spectrum och Oric 1 var byggkvaliteten hög och Dragon Data var inte lika hårt drabbat av leveranssvårigheter som de inhemska konkurrenterna. Genom ett avtal med en stor varuhuskedja hade man en bred kanal till marknaden. De stora engelska programhusen började utveckla program, främst spel, till datorn.
1983 lanserades Dragon 32 i Sverige av Göteborgsfirman Datanordic till ett pris på 2 995 kronor.

### Uppföljare
I november 1983 lanserades Dragon 64 i Storbritannien. Den nya maskinen såg utvändigt ut precis som sin föregångare, bortsett från en mörkare färg på skalet. Invändigt hade den, bortsett från dubbelt så mycket internminne, försetts med en serieport. När datorn samma år togs in på den svenska marknaden var riktpriset 3 995 kronor.

### Vinden vänder
Redan 1982 hade Mettoy hamnat i sådana finansiella trångmål att man var tvungna att avyttra större delen av sitt innehav i Dragon Data. Merparten ägdes nu av Wales affärsutvecklingsbolag och ett investmentbolag. De nya ägarna möjliggjorde för Dragon Data att upprätta fler produktionslinjer och vid mitten av 1983 var Dragon Data redan det största privatägda bolaget i Wales. Inte utan viss medvind vände sig företaget mot den amerikanska marknaden, och fann en partner i bolaget Tano Corporation i New Orleans.

### Dragon Data upphör
Efter att ha missbedömt försäljningstrenden tvingas VD Tony Clarke att avgå. En ny chef hämtas in från GEC (sedermera en del av Marconi). Genom lånegarantier hålls företaget flytande och man lyckas lansera såväl den efterlängtade diskettstationen som Dragon 64. Dessutom säljer man operativsystemet OS-9, vilket gör Dragon 64 till en av de mest avancerade datorerna i sin prisklass. Företaget klarar sig igenom julsäsongen 1983/84.
I början av 1984 börjar de stora kedjorna försöka göra sig av med Dragon 32. I priskriget i hemdatorbranschen stryker allt fler små tillverkare med, och Dragon kan varken konkurrera vad gäller mjukvaruutbud eller pris. I juni ställer Dragon Data in sina betalningar.

### Omstrukturering
Två budgivare på konkursboet är GEC, som redan före konkursen tagit över marknadsföringen av Dragon, samt Tandy, som i Dragon ser en möjlighet att erövra en position på den brittiska marknaden där deras egna, snarlika datorer har misslyckats. Den slutgiltiga köparen visar sig dock bli ett okänt spanskt företag vid namn Eurohard. Tillverkningen flyttas till nya fabriker i den spanska regionen Extremadura med stöd från det spanska industriutvecklingsorganet INI.

### Eurohard tar över
Medan förhandlingar mellan Eurohard, GEC och konkursförvaltaren pågår reas Dragondatorerna ut i butikerna. I Spanien hoppas dock Eurohard på framgång i offentliga upphandlingar till skolorna. GEC drar sig ur hela affären, och även om Eurohard lanserar en ny version av Dragon 64 – Dragon 200 – har de svårt att nå ut till marknaden, inte minst Dragons största marknad i Storbritannien. Man utannonserar också en MSX-maskin av Dragon-märke.

### Slutet
Inga egentliga nyheter lanseras under 1985, trots att de utannonseras. De befintliga modellerna har också svårt att nå ut på marknaden och är vid det här laget tekniskt förlegade. Svenska tidningar slutar skriva om Dragon, som fallit offer för den konkurrensutsatta marknaden där allt färre tillverkare får plats, och i England övergår den återstående specialtidskriften till att endast vara tillgänglig per prenumeration. 1988 upphör tidningen, och samtidigt tillkännager Microdeal, som redan från början varit det helt dominerande programhuset på Dragonmarknaden, att de helt övergår till andra format.

## Teknisk information

### Uppbyggnad
Dragon 32 är uppbyggd kring en rad komponenter från Motorola, med 8-bitsprocessorn 6809 i centrum. Processorn anses av många vara den mest kraftfulla 8-bitsprocessorerna någonsin. Skärmen styrs av en 6847 med nio färger, varav som mest 4 färger samtidigt kan användas i grafiklägen. Färgerna går inte att välja fritt, utan varje skärmläge har två olika fasta färgpaletter att välja mellan, vilka kännetecknas av sina skrikiga färger. En stötesten för många programmerare var att man, till skillnad från andra fabrikat, inte utan vidare kunde blanda grafik med text. Någon egentlig ljudkrets finns inte, utan allt ljud är mjukvarustyrt, vilket i stort sett utesluter bakgrundsmusik och mer avancerade ljudeffekter i spel.

### Operativsystem
Inbyggt i ROM i systemet är Microsoft Extended Basic, en Basic-dialekt med avancerade grafik- och ljudkommandon. På system utrustade med diskettstation kan man köra FLEX, ett slags standardsystem à la CP/M för 6809-baserade datorer, samt det avancerade multikörande operativsystemet OS-9.

### Skillnader mot Tandy
TRS-80 Color Computer var en maskin som lanserades i USA något år före Dragon, och byggdes i likhet med Dragon på basis av Motorolas designdokument. Kompatibiliteten uppkom dock inte helt och hållet genom en sådan slump, utan Dragon Data satsade på att vara så kompatibla som möjligt för att underlätta snabb översättning av program från USA för att ha så stort utbud som möjligt redan vid lansering. Detta ledde också till vissa juridiska sammanstötningar med Tandy som dock till sist löstes. Trots detta finns några skillnader mellan maskinerna. Dragon var utrustad med en parallellport som inte fanns på TRS-80. Basic-program från den ena maskinen lät sig inte heller utan vidare laddas in på den andra, men om de sparades på rätt sätt lät det sig oftast göras.

### Specialfunktioner
Genom kommandot POKE 65495,0 kunde man få processorn att arbeta mot operativsystemet i ROM i dubbla hastigheten, vilket dock slog ut kassett- och parallellportarna. På grund av tillverkningsvariationer lät det sig inte heller göras på alla exemplar, varför program som använde funktionen vanligtvis frågade om trickset fungerade på den aktuella datorn.